# Magnanimidad

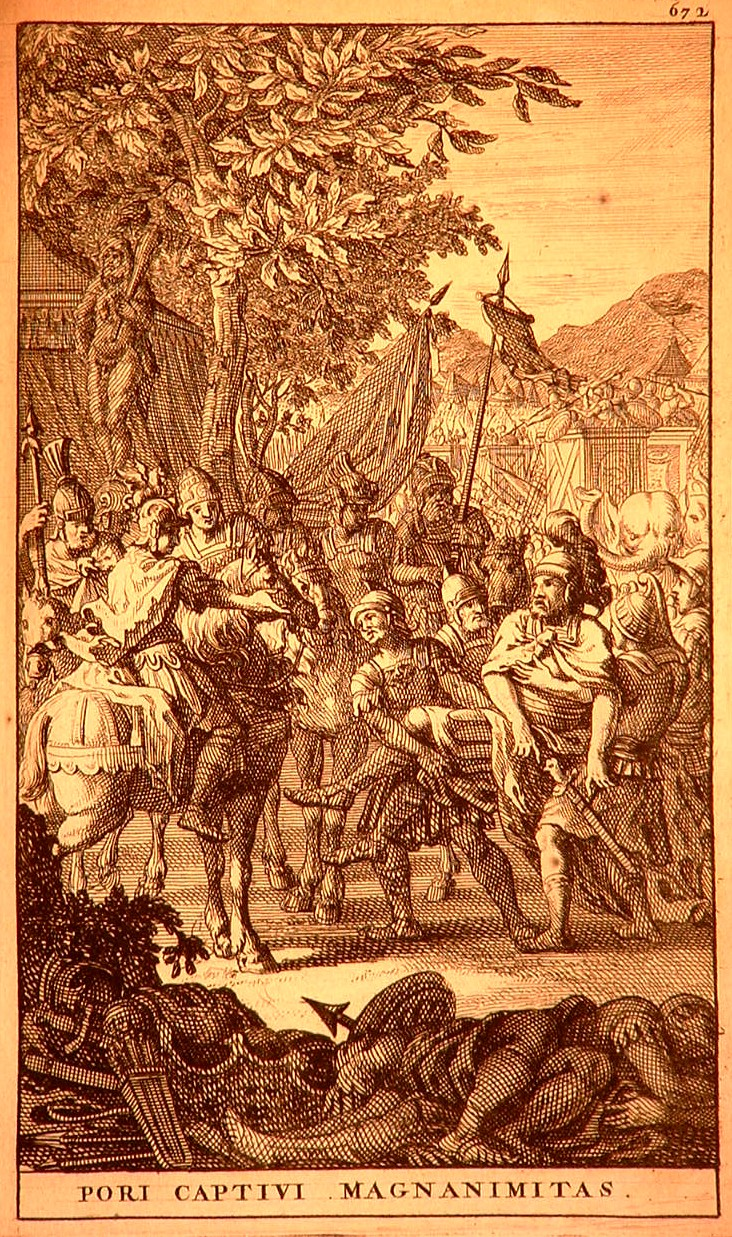
La magnanimidad de Alejandro con Poros.

La magnanimidad es la grandeza y elevación del ánimo o bien una gran generosidad o liberalidad.
Es una virtud que tiende a la realización de cosas grandes prescindiendo de su dificultad y es perfección en general de todas las otras virtudes en cuanto es disposición del ánimo a propósito para los actos más culminantes de las mismas. Por esto es imposible distinguir con precisión esta virtud de cualquier otra existente en grado eminente. Es la virtud que más mueve a la alabanza, porque tiene por objeto de su ejercicio las cosas grandes realizadas conforme a la recta razón. Es el mejor apoyo de la esperanza y la resistencia más eficaz contra la desesperación.
Sus extravíos dan en las ridiculeces o verdaderas locuras de la soberbia. Pero en sí la magnanimidad es singularmente opuesta a las manifestaciones viciosas conocidas con el nombre de vanidad, porque el mismo aspirar a grandes cosas hace que el magnánimo no pueda atender a procurarse las pequeñas satisfacciones del amor propio en el trato de las gentes; pero siempre corre el peligro de aparecer vano, sobre todo a ojos de los que lo son. Santo Tomás ha hablado largamente de esta virtud (Summa Theologiae 2. 2 quaestiones 129-134)

## Iconografía
Se le representa en forma de una matrona de majestuoso continente en actitud noble y elevada, tocada con casco cubierto por la piel de león. Se apoya en la basa de una columna y tiene en la mano un dardo con la punta hacia abajo, símbolo de la clemencia. Es virtud que deben practicar siempre soberanos y poderosos, por lo que también se la representa ricamente vestida, sentada sobre un león y ciñendo corona imperial, con un cetro en la mano y a su lado el cuerno de la abundancia. Figura entre las alegorías pintadas en el Real Palacio de Madrid.